# Citerne d'alpage
Une citerne d'alpage est un ouvrage destiné à collecter et stocker l'eau de pluie en zone montagneuse, principalement utilisé pour abreuver le bétail lors de la transhumance estivale. Ces citernes sont particulièrement répandues dans les régions de moyenne montagne comme le massif du Jura, où le sol karstique ne retient pas l'eau.

## Histoire
Ces citernes ont été construites principalement aux XVIIIe et XIXe siècles, certaines ont été entretenues et sont parvenues jusqu'à nous.

## Description
La citerne d'alpage se présente généralement sous la forme d'une construction circulaire ou rectangulaire semi-enterrée, avec un toit en pente pour faciliter la récupération de l'eau de pluie. Les matériaux utilisés pour sa construction varient selon les régions, mais incluent souvent la pierre locale et le bois pour la charpente du toit. Le toit de la citerne est conçu pour capter l'eau de pluie, qui est ensuite acheminée vers un réservoir souterrain. Un système de filtration rudimentaire peut être mis en place pour éliminer les impuretés avant le stockage de l'eau.

## Utilisation
La principale fonction d'une citerne d'alpage est de fournir de l'eau au bétail pendant la période estivale, lorsque les troupeaux sont menés en altitude pour paître. Dans ces zones montagneuses, l'accès à l'eau peut être limité, d'où l'importance de ces ouvrages pour l'élevage traditionnel. Outre l'abreuvement du bétail, l'eau stockée dans ces citernes peut également servir à d'autres usages agricoles ou domestiques en cas de besoin. Elle est souvent associée aux chalets d'alpage.

## Exemples

### Musée des Maisons comtoises
Le musée des Maisons comtoises à Nancray, dans le Doubs (région Bourgogne-Franche-Comté, France), présente une citerne d'alpage provenant des Hôpitaux-Vieux. Cet exemple illustre l'importance de ces structures dans l'architecture rurale traditionnelle de la région.

### Citerne de Reculfoz
La commune de Reculfoz, également dans le Doubs, possède une citerne d'alpage qui témoigne de la persistance de ces ouvrages dans le paysage jurassien.

## Préservation
Aujourd'hui, bien que moins utilisées en raison de l'évolution des pratiques agricoles, les citernes d'alpage font partie du patrimoine rural et sont parfois préservées comme témoins de l'architecture vernaculaire. Certaines sont restaurées et entretenues pour leur valeur historique et culturelle.

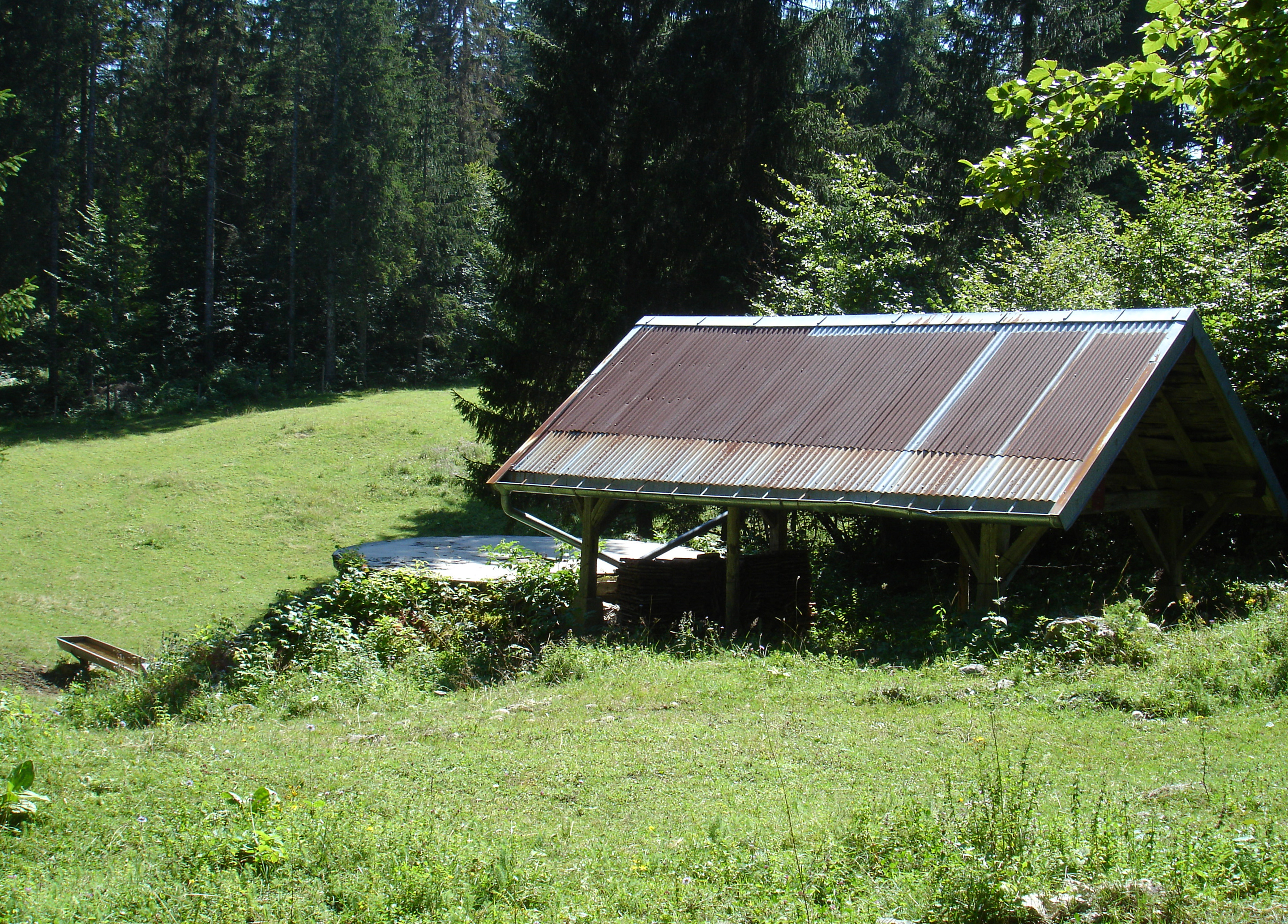
Citerne et collecteur séparé à Reculfoz.
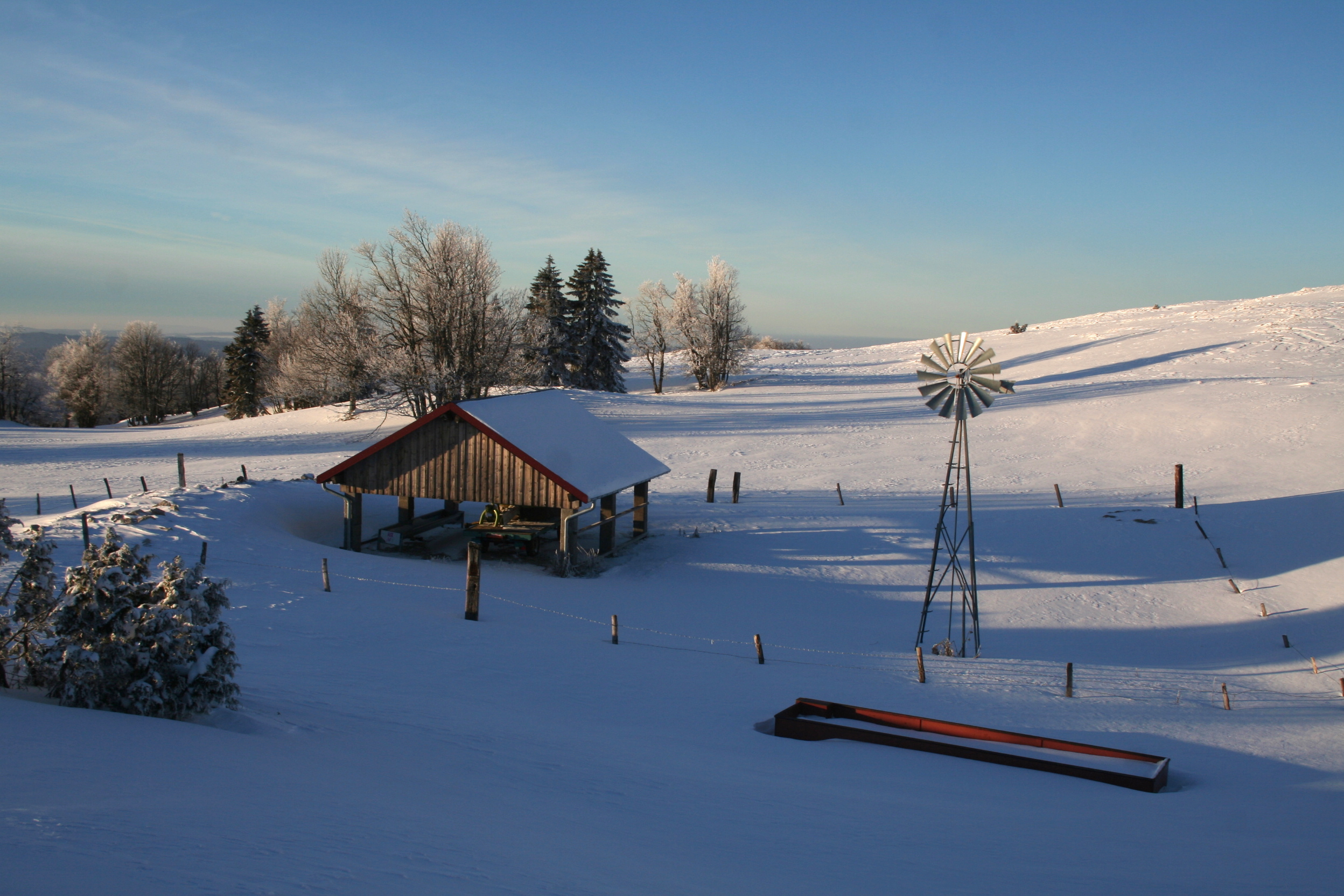
Citerne couverte et éolienne au Mont-d'Or.
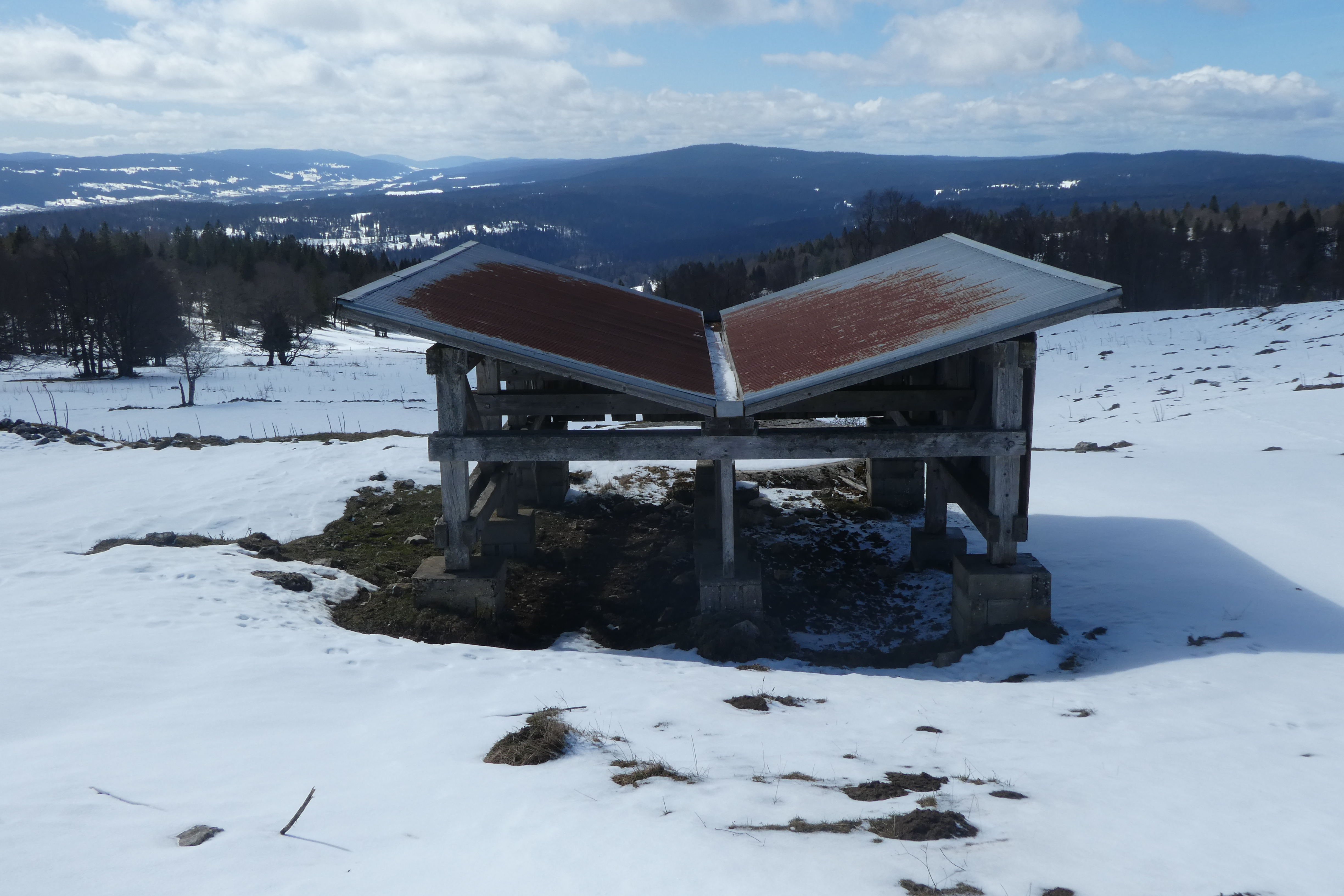
Citerne couverte au Mont-d'Or.
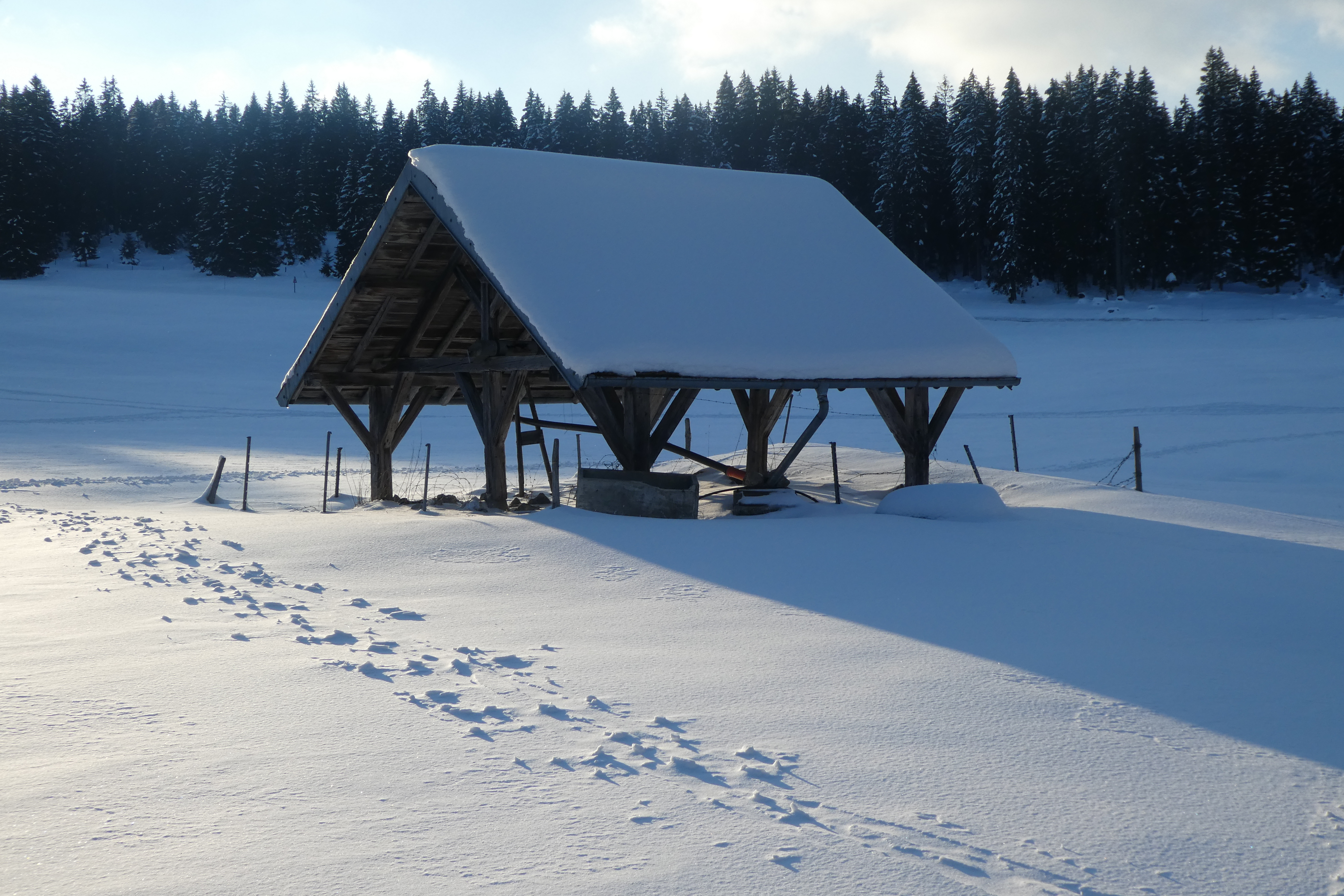
Citerne couverte au Poteau.
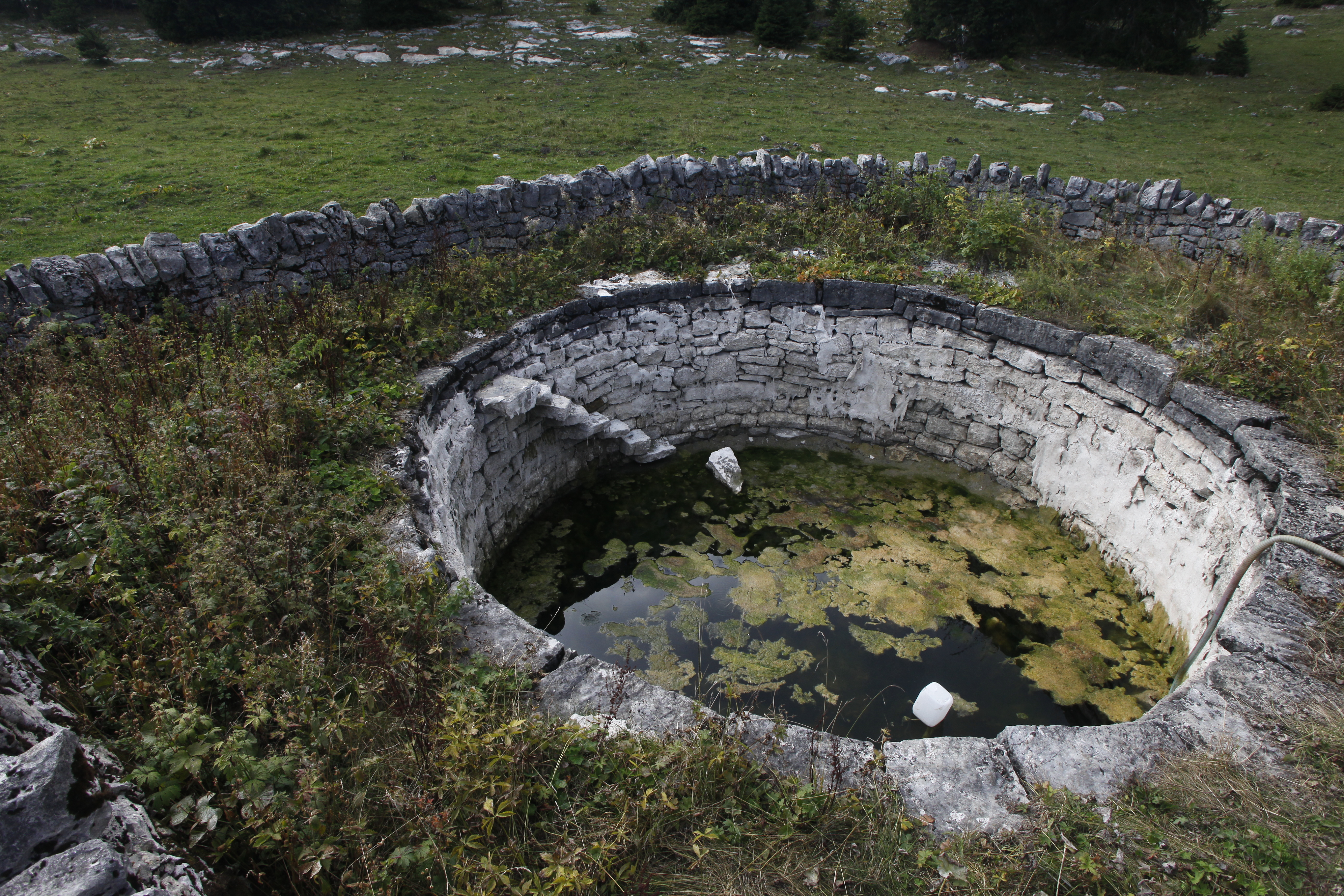
Citerne sans couverture au col de la Givrine.